# 诸圣堂 (慕尼黑)

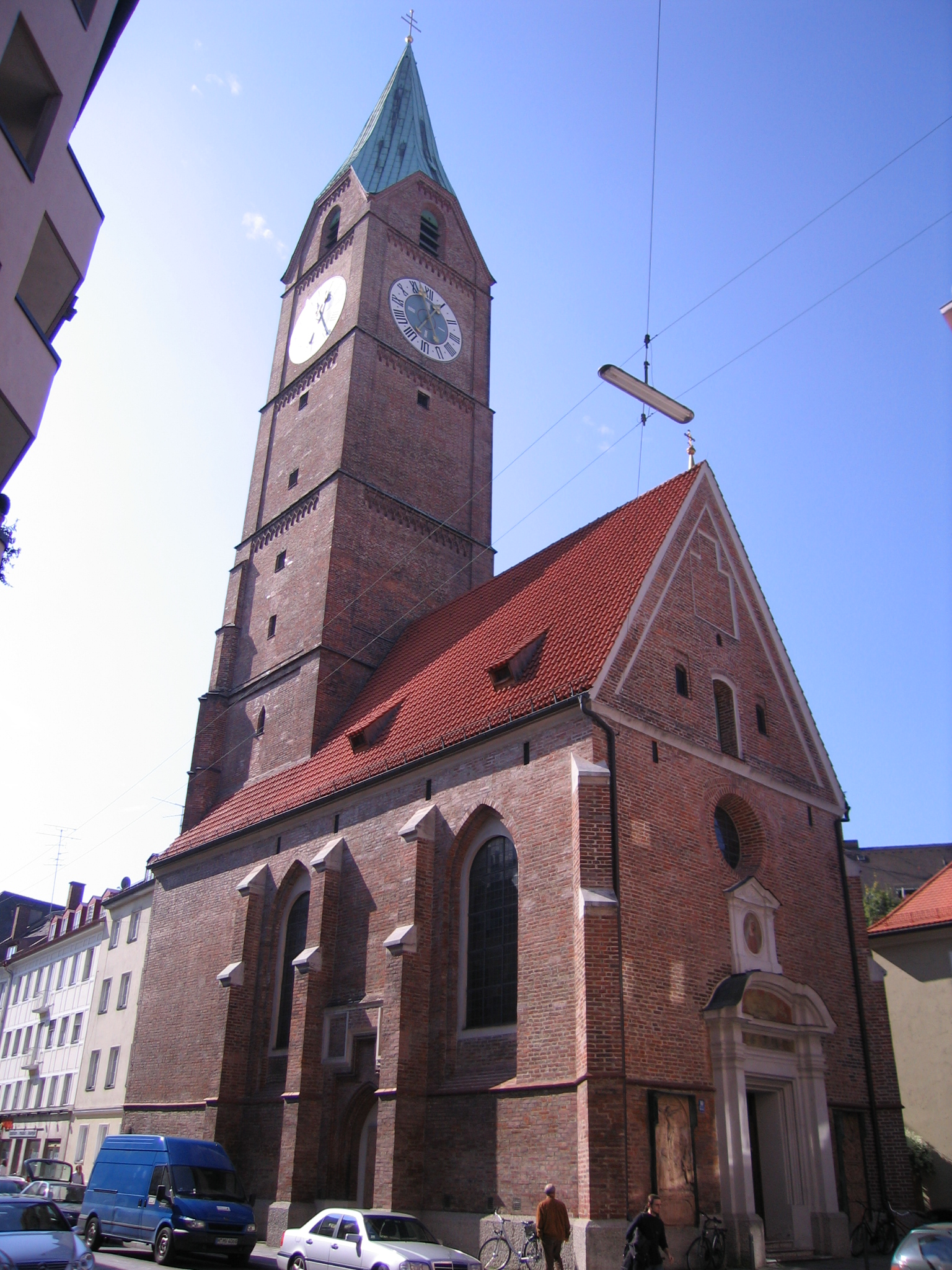

48°08′8″N 11°34′5″E / 48.13556°N 11.56806°E
诸圣堂 (德語：Allerheiligenkirche)又名圣十字堂 (德語：Kreuzkirche), 是德国南部慕尼黑的一个墓地教堂。
该堂由Jörg冯哈尔斯巴赫建于1478 年，是圣伯多禄堂区第一个带墓地的教堂。它曾经位于四条道路的交汇处，因此原名有一个后缀am Kreuz （“十字路口”诸圣堂）。
它有简朴的砖墙、哥特式拱顶和高大的钟楼。内部在1620年重建为巴洛克风格，唯一保存的哥特式元素是中殿的拱顶，壁画的碎片和汉斯·莱因伯格的钉十字架。银行家吉耶兹墓，以及汉斯·罗滕哈默的“圣母向圣奥斯定显现”都是风格主义风格的。